# نيداتال
نيداتال (بالألمانية: Niddatal) هي بلدة، مدينة و بلدة ألمانية تقع في ألمانيا في Wetteraukreis.